# Nihil novi

Nihil novi nisi commune consensu (« Rien de nouveau sans le consentement commun ») est le titre original en latin d'une loi adoptée en 1505 par le Sejm (parlement) polonais, réuni dans le château royal de Radom.

## Étymologie
L'expression latine nihil novi (« rien de nouveau ») était déjà apparue dans la Vulgate : nihil novi sub sole (« il n'y a rien de nouveau sous le soleil », Ecclésiaste 1:9.).
Politiquement parlant, le credo du Nihil Novi est comparable à celui de « Rien sur nous sans nous » (en polonais, Nic o nas bez nas).

## Histoire

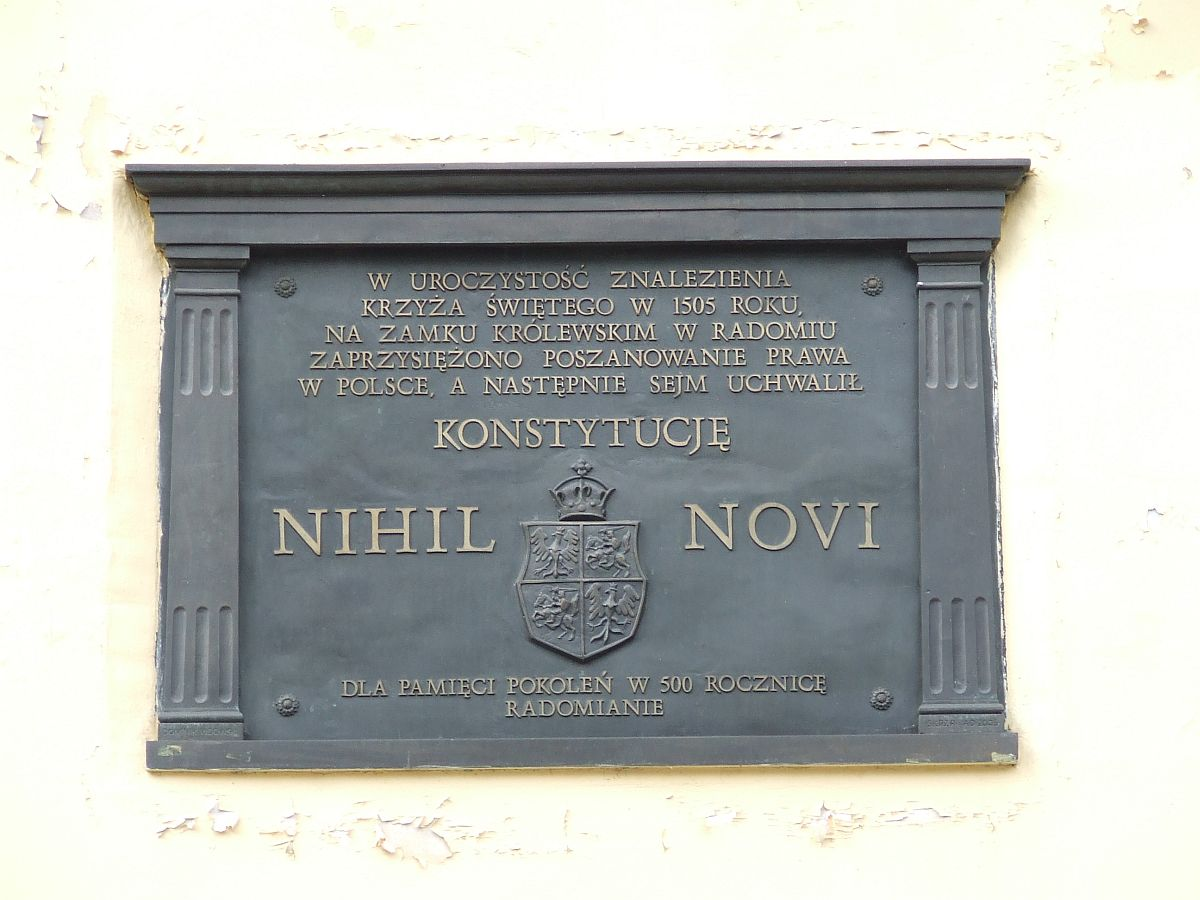
Plaque du château de Radom commémorant le anniversaire de l'adoption de l'acte de Nihil novi

Le Nihil novi établit la « démocratie des nobles » dans ce qui était en train de devenir la « République nobiliaire » polonaise. Ce fut une étape majeure de l'évolution politique de la Pologne et un symbole important de la position bientôt dominante qu'allait prendre le parlement polonais (Sejm),.

## Nihil novi
L'acte de Nihil novi fut adopté en 1505 lors d'une session du Sejm à Radom, laquelle dura du 30 mars au 31 mai. Il fut signé par le roi Alexandre Jagellon le 31 mars et adopté par le Sejm le 30 mai,,.
L'acte de Nihil novi nisi commune consensu marqua une victoire importante pour la noblesse polonaise sur ses rois. En effet, ces derniers se voient interdire de promulguer des lois sans le consentement de la noblesse, représentée par le Sénat et la Chambre des députés, à l'exception des lois régissant les villes royales, les terres de la couronne (królewszczyzny), les mines, les fiefs royaux, les paysans royaux et juifs.
Le Nihil novi invalide en outre le privilège de Mielnik (en), qui n'avait renforcé que les magnats, et fait ainsi pencher la balance du pouvoir en faveur de la Chambre des députés (la chambre formellement basse du Parlement), où la noblesse ordinaire dominait. Le nihil novi est souvent considéré comme le début de la période de l'histoire polonaise connue sous le nom de « démocratie nobiliaire », qui n'était en fait qu'une « démocratie » limitée puisque seule la noblesse masculine (szlachta) pouvait participer (la noblesse constituant alors environ dix pour cent de la population de la République). 
Cette même année, la noblesse élargit encore son pouvoir en abrogeant le droit de vote de la plupart des villes au Sejm et en interdisant aux paysans de quitter leurs terres sans l'autorisation de leurs seigneurs féodaux, établissant ainsi fermement une période de « second servage » en Pologne.

## Sources
- Norman Davies, God's Playground : Une histoire de la Pologne en deux volumes. Volume I: Les origines jusqu'en 1795, New York, Columbia University Press, 1982, (ISBN 0-231-05351-7) .
- Sebastian Piątkowski, Radom: zarys dziejów miasta (Radom: Une brève histoire de la ville), Radom, 2000, (ISBN 83-914912-0-X) .
- Adam Zamoyski, The Polish Way: A Thousand-Year History of the Polonais and Their Culture, New York, Hippocrene Books, 1994, (ISBN 0-7818-0200-8) .